# رولا سعد
رولا سعد (زادهٔ ۲۵ اوت ۱۹۷۸) یک موسیقی‌دان اهل لبنان است. رولا سعد پنج ماهه بود که پدرش از دنیا رفت. پس از یک سال مادرش وی را همراه با دیگر اعضای خانواده‌اش زینه، ماری روز و جورج رها می‌کند و دوباره ازدواج می‌کند؛ لذا رولا سعد توسط پدربزرگ و عمویش بزرگ می‌شود.
شروع کار هنری وی همراه با صابر الرباعی در دو کلیپ به نام‌های «اتذکرک» و «حیرونی» بود. سپس وی در دو سریال با نام‌های «گنج» و «چهار فصل سال» حضور یافت.

## زندگی‌نامه
رولا سعد در بیروت لبنان و در یک خانواده مارونی مسیحی متولد شد همچنین او از کودکی یتیم شد.
رولا سعد مجرد است و ساکن شهر بیروت می‌باشد.